# Stanisław Górski (poeta)
Stanisław Górski (ur. 14 lutego 1912 w Lipówkach, koło Garwolina, zm. 23 lutego 2005) – poeta ludowy, działacz społeczny, rolnik.
Pochodził z chłopskiej rodziny, całe życie był rolnikiem. Był działaczem gminy Pilawa w powiecie garwolińskim. 
Zwany był „chłopskim poetą”. Jego wiersze dotykają szeroko rozumianej tematyki wiejskiej i przyrody. Pozostawił, tworzony przez całe życie, zbiór wierszy, który zebrała i przygotowała do druku Genowefa Jałocha-Młyńska żyjąca w Anglii od 1959 roku.